# 犬間駅
犬間駅（いぬまえき）は、かつて静岡県榛原郡本川根町（現・川根本町）犬間にあった大井川鉄道（現・大井川鐵道）井川線の駅（廃駅）である。長島ダム建設に伴う井川線の路線変更により廃駅となった。

## 歴史
- 1959年（昭和34年）8月1日：開業。
- 1990年（平成2年）10月2日：長島ダム建設に伴う路線変更により廃止。

## 駅構造
単式ホーム1面1線を有する地上駅であった。

## 駅周辺
（廃線当時）
- 大井川
- 第一犬間トンネル - 駅から千頭側にあるトンネル。接岨湖によって水没。
- 第二犬間トンネル - 駅から井川側にあるトンネル。千頭側に鉄骨のロックシェッドがある。トンネル頭上には現在線(新線)とダム建設用道路がある。接岨湖によって水没。
- 小芦沢トンネル - 駅から二つ目(井川側)にあるトンネル。千頭側にガーダー橋がある。トンネル頭上には現在線(新線)の奥大井レインボーブリッジ(千頭側)が架かる。接岨湖によって水没。
- 犬間集落 - 駅周辺にあった集落。ダム建設に伴い撤去。接岨湖によって水没。1973年（昭和48年）当時は戸数3戸のみで茶業や養殖が盛んだった。
- 中野双里集落 - ダム建設に伴い撤去。接岨湖によって水没。犬間集落の対岸にあり、駅跡付近にあった吊橋で繋がっていた。

## 廃止後の現状
駅跡および駅周辺は長島ダム建設により誕生したダム湖である接岨湖に沈んでいる。現在線のひらんだ駅から奥大井湖上駅の区間にある平田トンネル井川側にある鉄道橋から南側にあった。夏季には長島ダムの渇水により駅跡および周辺のトンネルなどが姿を現すときがある（車窓からも見ることができる）。駅跡は線路が残っているが一部干渉や土砂で堆積しているためホームの痕跡がない。
駅跡から川根長島駅までの区間は線路や鉄道橋などが旧線当時のまま残っており、現在線の奥大井湖上駅から対岸にある旧線を見ることができる。そのほか現在線との合流地点でも旧線の久保山トンネル井川側が塞がっているのを車窓から見ることができる。

## 隣の駅
（廃線当時）
大井川鉄道
井川線
川根唐沢駅 - 犬間駅 - 川根長島駅